# Санта Круз Сосокотлан (Санта Круз Сосокотлан, Оахака)
Санта Круз Сосокотлан (шп. Santa Cruz Xoxocotlán) насеље је у Мексику у савезној држави Оахака у општини Санта Круз Сосокотлан. Насеље се налази на надморској висини од 1523 м.

## Становништво
Према подацима из 2010. године у насељу је живело 67086 становника.

### Хронологија
| Година       | 2000                  | 2005                  | 2010                  |
| ------------ | --------------------- | --------------------- | --------------------- |
| Становништво | 46494 (22067 / 24427) | 59181 (27947 / 31234) | 67086 (31698 / 35388) |

### Попис
| \| \| м \| \| \| ж \| \| 0—2 \| 1.922 \| \| \| 1.835 \| \| 3—5 \| 2.105 \| \| \| 1.931 \| \| 6—11 \| 3.857 \| \| \| 3.898 \| \| 12—14 \| 1.732 \| \| \| 1.769 \| \| 15—17 \| 1.876 \| \| \| 2.006 \| \| 18—24 \| 4.369 \| \| \| 4.763 \| \| 60+ \| 1.959 \| \| \| 2.532 \| \| Просек : \| 28,0 \| \| \| 29,6 \| |       |  |  |       |
| |       |  |  |       |
| | м     |  |  | ж     |
| 0—2 | 1.922 |  |  | 1.835 |
| 3—5 | 2.105 |  |  | 1.931 |
| 6—11 | 3.857 |  |  | 3.898 |
| 12—14 | 1.732 |  |  | 1.769 |
| 15—17 | 1.876 |  |  | 2.006 |
| 18—24 | 4.369 |  |  | 4.763 |
| 60+ | 1.959 |  |  | 2.532 |
| Просек : | 28,0  |  |  | 29,6  |

| #   | Индикатор                                                                                        | Вредност |
| --- | ------------------------------------------------------------------------------------------------ | -------- |
| 1   | Становништво од 0 до 2 године                                                                    | 3757     |
| 2   | Мушко становништво од 0 до 2 године                                                              | 1922     |
| 3   | Женско становништво од 0 до 2 године                                                             | 1835     |
| 4   | Становништво са 3 и више година                                                                  | 62573    |
| 5   | Мушко становништво са 3 и више година                                                            | 29395    |
| 6   | Женско становништво са 3 и више година                                                           | 33178    |
| 7   | Становништво са 5 и више година                                                                  | 59881    |
| 8   | Мушко становништво са 5 и више година                                                            | 27963    |
| 9   | Женско становништво са 5 и више година                                                           | 31918    |
| 10  | Становништво са 12 и више година                                                                 | 50782    |
| 11  | Мушко становништво са 12 и више година                                                           | 23433    |
| 12  | Женско становништво са 12 и више година                                                          | 27349    |
| 13  | Становништво са 15 и више година                                                                 | 47281    |
| 14  | Мушко становништво са 15 и више година                                                           | 21701    |
| 15  | Женско становништво са 15 и више година                                                          | 25580    |
| 16  | Становништво са 18 и више година                                                                 | 43399    |
| 17  | Мушко становништво са 18 и више година                                                           | 19825    |
| 18  | Женско становништво са 18 и више година                                                          | 23574    |
| 19  | Становништво од 3 до 5 година                                                                    | 4036     |
| 20  | Мушко становништво од 3 до 5 година                                                              | 2105     |
| 21  | Женско становништво од 3 до 5 година                                                             | 1931     |
| 22  | Становништво од 6 до 11 година                                                                   | 7755     |
| 23  | Мушко становништво од 6 до 11 година                                                             | 3857     |
| 24  | Женско становништво од 6 до 11 година                                                            | 3898     |
| 25  | Становништво од 8 до 14 година                                                                   | 8598     |
| 26  | Мушко становништво од 8 до 14 година                                                             | 4300     |
| 27  | Женско становништво од 8 до 14 година                                                            | 4298     |
| 28  | Становништво од 12 до 14 година                                                                  | 3501     |
| 29  | Мушко становништво од 12 до 14 година                                                            | 1732     |
| 30  | Женско становништво од 12 до 14 година                                                           | 1769     |
| 31  | Становништво од 15 до 17 година                                                                  | 3882     |
| 32  | Мушко становништво од 15 до 17 година                                                            | 1876     |
| 33  | Женско становништво од 15 до 17 година                                                           | 2006     |
| 34  | Становништво од 18 до 24 године                                                                  | 9132     |
| 35  | Мушко становништво од 18 до 24 године                                                            | 4369     |
| 36  | Женско становништво од 18 до 24 године                                                           | 4763     |
| 37  | Женско становништво од 15 до 49 година                                                           | 20461    |
| 38  | Становништво са 60 и више година                                                                 | 4491     |
| 39  | Мушко становништво са 60 и више година                                                           | 1959     |
| 40  | Женско становништво са 60 и више година                                                          | 2532     |
| 41  | Однос између мушкараца и жена                                                                    | 89.57    |
| 42  | Становништво од нуле до 14 година                                                                | 19049    |
| 43  | Становништво од 15 до 64 године                                                                  | 44333    |
| 44  | Становништво од 65 година и више                                                                 | 2948     |
| 45  | Просечан број деце                                                                               | 1.91     |
| 46  | Становништво рођено у ентитету                                                                   | 61065    |
| 47  | Мушко становништво рођено у ентитету                                                             | 28883    |
| 48  | Женско становништво рођено у ентитету                                                            | 32182    |
| 49  | Становништво рођено у другом ентитету                                                            | 4880     |
| 50  | Мушко становништво рођено у другом ентитету                                                      | 2244     |
| 51  | Женско становништво рођено у другом ентитету                                                     | 2636     |
| 52  | Становништво од 5 година и више резидентно у ентитету у јуну 2005. године                        | 57796    |
| 53  | Мушко становништво старосног доба од 5 година и више, резидентно у ентитету у јуну 2005. године  | 26846    |
| 54  | Женско становништво старосног доба од 5 и више година, резидентно у ентитету у јуну 2005. године | 30950    |
| 55  | Становништво од 5 година и више које је живело у другом ентитету у јуну 2005. године             | 1399     |
| 56  | Мушко становништво старије од 5 година које је живело у другом ентитету у јуну 2005. године      | 708      |
| 57  | Женско становништво старије од 5 година које је живело у другом ентитету у јуну 2005. године     | 691      |
| 58  | Становништво од 3 године и више које говори аутохтони језик                                      | 5640     |
| 59  | Мушко становништво старо 3 године и више које говори аутохтони језик                             | 2611     |
| 60  | Женско становништво старо 3 године и више које говори аутохтони језик                            | 3029     |
| 61  | Становништво од 3 године и више које говори аутохтони језик и не говори шпански језик            | 52       |
| 62  | Мушко становништво старо 3 године и више које говори аутохтони језик и не говори шпански         | 13       |
| 63  | Женско становништво старо 3 године и више које говори аутохтони језик и не говори шпански језик  | 39       |
| 64  | Становништво старо 3 године и више које говори аутохтони језик и шпански                         | 5235     |
| 65  | Мушко становништво старо 3 године и више које говори аутохтони језик и шпански                   | 2445     |
| 66  | Женско становништво старо 3 године и више које говори аутохтони језик и шпански                  | 2790     |
| 67  | Становништво од 5 година и више које говори аутохтони језик                                      | 5612     |
| 68  | Становништво од 5 година и више које говори аутохтони језик и не говори шпански језик            | 51       |
| 69  | Становништво од 5 година и више које говори аутохтони језик и говори шпански језик               | 5212     |
| 70  | Становништво у домородачким домаћинствима                                                        | 13167    |
| 71  | Становништво са ограничењима у активностима                                                      | 2362     |
| 72  | Становништво са ограниченим ходањем или кретањем, горе или доле                                  | 1232     |
| 73  | Становници са ограничењима вида, чак и уз кориштење сочива                                       | 779      |
| 74  | Становништво са ограничењима говора, комуникације или конверзације                               | 233      |
| 75  | Становништво са ограниченим слухом                                                               | 302      |
| 76  | Становништво са ограничењима при одевању, купању или јелу                                        | 101      |
| 77  | Становништво са ограничењима у опажању или учењу једноставних ствари                             | 91       |
| 78  | Становништво са менталним ограничењима                                                           | 190      |
| 79  | Становништво без ограничења активности                                                           | 63507    |
| 80  | Становништво од 3 до 5 година које не похађа школу                                               | 1709     |
| 81  | Мушко становништво од 3 до 5 година које не похађа школу                                         | 893      |
| 82  | Женско становништво од 3 до 5 година које не похађа школу                                        | 816      |
| 83  | Становништво од 6 до 11 година које не похађа школу                                              | 185      |
| 84  | Мушко становништво од 6 до 11 година које не похађа школу                                        | 92       |
| 85  | Женско становништво од 6 до 11 година које не похађа школу                                       | 93       |
| 86  | Становништво од 12 до 14 година које не похађа школу                                             | 166      |
| 87  | Мушко становништво од 12 до 14 година које не похађа школу                                       | 73       |
| 88  | Женско становништво од 12 до 14 година које не похађа школу                                      | 93       |
| 89  | Становништво од 15 до 17 година похађа школу                                                     | 2960     |
| 90  | Мушко становништво од 15 до 17 година похађа школу                                               | 1375     |
| 91  | Женско становништво између 15 и 17 година живота у школи                                         | 1585     |
| 92  | Становништво од 18 до 24 године похађа школу                                                     | 3560     |
| 93  | Мушко становништво од 18 до 24 године похађа школу                                               | 1734     |
| 94  | Женско становништво од 18 до 24 године похађа школу                                              | 1826     |
| 95  | Становништво од 8 до 14 година које не може да чита и пише                                       | 189      |
| 96  | Мушко становништво старосног доба од 8 до 14 година које не може да чита и пише                  | 108      |
| 97  | Женско становништво старосног доби од 8 до 14 година које не може да чита и пише                 | 81       |
| 98  | Становништво од 15 година и више које је неписмено                                               | 2366     |
| 99  | Мушко становништво од 15 година и више које је неписмено                                         | 592      |
| 100 | Женско становништво од 15 година и више које је неписмено                                        | 1774     |
| 101 | Становништво старо 15 и више година без школовања                                                | 2612     |
| 102 | Мушко становништво старо 15 и више година без школовања                                          | 767      |
| 103 | Женско становништво старо 15 и више година без школовања                                         | 1845     |
| 104 | Становништво старосног доба 15 и више година са непотпуним основним образовањем                  | 4130     |
| 105 | Мушко становништво старосног доба од 15 година и више са непотпуном основним образовањем         | 1764     |
| 106 | Женско становништво старосног доба 15 и више година са непотпуном основним образовањем           | 2366     |
| 107 | Становништво старо 15 и више година са комплетним основним образовањем                           | 6692     |
| 108 | Мушко становништво старо 15 година и више са комплетним основним образовањем                     | 3001     |
| 109 | Женско становништво старо 15 и више година са комплетним основним образовањем                    | 3691     |
| 110 | Становништво старосног доба 15 и више година са непотпуним средњим образовањем                   | 2120     |
| 111 | Мушко становништво старосног доба од 15 година и више са непотпуним средњим образовањем          | 1121     |
| 112 | Женско становништво старосног доба од 15 година и више са непотпуним средњим образовањем         | 999      |
| 113 | Становништво старо 15 и више година са пуним секундарном образовањем                             | 8966     |
| 114 | Мушко становништво старосног доба од 15 година и више са пуним секундарном образовањем           | 4398     |
| 115 | Женско становништво старосног доба од 15 година и више са пуним секундарном образовањем          | 4568     |
| 116 | Становништво старије од 18 година са постосновним образовањем                                    | 21153    |
| 117 | Мушко становништво старије од 18 година са постосновним образовањем                              | 9971     |
| 118 | Женско становништво старије од 18 година са постосновним образовањем                             | 11182    |
| 119 | Просечна оцена школовања                                                                         | 9.89     |
| 120 | Просечан ниво образовања мушке популације                                                        | 10.2     |
| 121 | Просечан ниво образовања женског становништва                                                    | 9.62     |
| 122 | Економски активно становништво                                                                   | 28850    |
| 123 | Економски активна мушка популација                                                               | 17171    |
| 124 | Економски активна женска популација                                                              | 11679    |
| 125 | Становништво које није економски активно                                                         | 21741    |
| 126 | Мушко становништво које није економски активно                                                   | 6154     |
| 127 | Женско становништво које није економски активно                                                  | 15587    |
| 128 | Запослено становништво                                                                           | 27831    |
| 129 | Запослено мушко становништво                                                                     | 16396    |
| 130 | Запослено женско становништво                                                                    | 11435    |
| 131 | Незапослена популација                                                                           | 1019     |
| 132 | Незапослена мушка популација                                                                     | 775      |
| 133 | Незапослена женска популација                                                                    | 244      |
| 134 | Становништво без права на здравствене услуге                                                     | 27102    |
| 135 | Становништво које има право на здравствене услуге                                                | 39076    |
| 136 | Становништво које има право на ИМСС                                                              | 15813    |
| 137 | Становништво које има право на социјално осигурање                                               | 7786     |
| 138 | Становништво које има право на државно социјално осигурање                                       | 349      |
| 139 | Становништво које има право на опште осигурање или здравствено осигурање за нову генерацију      | 14233    |
| 140 | Становништво које је било једном или није било у браку током 12 година и више                    | 19211    |
| 141 | Венчано или уједињено становништво од 12 година и више                                           | 27004    |
| 142 | Становништво које је било у браку или уједињено 12 година и више                                 | 4465     |
| 143 | Становништво са католичком религијом                                                             | 52573    |
| 144 | Протестанти, еванђелисти и библијски следбеници различити од еванђелиста                         | 9241     |
| 145 | Становништво са другим религијама различитим од претходних                                       | 149      |
| 146 | Становништво без религије                                                                        | 3357     |
| 147 | Укупно пописаних домаћинства                                                                     | 16548    |
| 148 | Пописна домаћинства на челу са мушкарцима                                                        | 11484    |
| 149 | Пописна домаћинства на челу са женама                                                            | 5064     |
| 150 | Становништво у пописним домаћинствима                                                            | 66329    |
| 151 | Становништво у пописним домаћинствима на челу са мушкарцима                                      | 48259    |
| 152 | Становништво у пописним домаћинствима на челу са женама                                          | 18070    |
| 153 | Укупно домаћинстава                                                                              | 21847    |
| 154 | Укупно насељених домаћинстава                                                                    | 16796    |
| 155 | Укупно приватних кућа                                                                            | 21599    |
| 156 | Насељени приватни домови                                                                         | 16548    |
| 157 | Укупно насељених приватних кућа                                                                  | 16791    |
| 158 | Ненасељене приватне куће                                                                         | 3492     |
| 159 | Појединачна домаћинства за привремену употребу                                                   | 1559     |
| 160 | Становници у насељеним приватним кућама                                                          | 66329    |
| 161 | Насељеност станара у приватним становима                                                         | 4.01     |
| 162 | Просечно становника по соби у приватним насељеним домаћинствима                                  | 1.11     |
| 163 | Појединачна домаћинства са подовима од различитих материјала од земље                            | 14833    |
| 164 | Појединачна домаћинства у приземљу                                                               | 1602     |
| 165 | Појединачна домаћинства са једном спаваћом собом                                                 | 5260     |
| 166 | Појединачна домаћинства са две спаваће собе и више                                               | 11217    |
| 167 | Појединачна домаћинства са једним собом                                                          | 1419     |
| 168 | Појединачна домаћинства са две собе                                                              | 2778     |
| 169 | Појединачна домаћинства са 3 собе и више                                                         | 12255    |
| 170 | Појединачна домаћинства која имају електрично светло                                             | 16183    |
| 171 | Појединачна домаћинства која немају електрично светло                                            | 296      |
| 172 | Појединачна домаћинства која имају водоводну воду у стамбеном простору                           | 10207    |
| 173 | Појединачна домаћинства која немају водоводну воду у стамбеном простору                          | 6242     |
| 174 | Појединачна домаћинства која имају тоалет                                                        | 16372    |
| 175 | Појединачна домаћинства која имају канализацију                                                  | 14732    |
| 176 | Појединачна домаћинства која немају канализацију                                                 | 1683     |
| 177 | Појединачна домаћинства која имају електрично светло, довод воде из јавне мреже и канализацију   | 9959     |
| 178 | Појединачна домаћинства без икаквих услова                                                       | 198      |
| 179 | Појединачна домаћинства која имају радио                                                         | 13864    |
| 180 | Појединачна домаћинства која имају телевизор                                                     | 15560    |
| 181 | Појединачна домаћинства која имају фрижидер                                                      | 13742    |
| 182 | Појединачна домаћинства која имају машину за веш                                                 | 9467     |
| 183 | Појединачна домаћинства која имају аутомобил или комби                                           | 6613     |
| 184 | Појединачна домаћинства која имају рачунар                                                       | 6006     |
| 185 | Појединачна домаћинства која имају фиксну телефонску линију                                      | 6517     |
| 186 | Појединачна домаћинства која имају мобилни телефон                                               | 13282    |
| 187 | Појединачна домаћинства која имају приступ интернету                                             | 3527     |
| 188 | Величина локације                                                                                | 10       |